# Hans Zatzka
Pour les articles homonymes, voir Joseph Bernard et Bernard.
Hans Zatzka, né le 8 mars 1859 à Vienne (Autriche) et mort le 7 décembre 1945, est un peintre autrichien de style académique et religieux. Il est aussi connu sous les noms de P. Ronsard, Pierre de Ronsard, ou H. Zabateri. De plus, il a signé beaucoup de ses tableaux en tant que Joseph Bernard, J. Bernard, ou Bernard Zatzka.
Élève de l'Académie des Beaux-Arts de Vienne de 1877 à 1882. Il est l'auteur, entre autres, de nombreuses décorations d'églises à Vienne, Mayerling, Olmütz et Innsbruck.
Il est le frère de l'architecte Ludwig Zatzka (de) et l'arrière-grand-oncle de l'actrice viennoise Hilde Sochor (de).

## Expositions
Une rétrospective de son œuvre eut lieu en 2010 : Hans Zatzka, ein bedeutender Kunstmaler aus Breitensee au Bezirksmuseum Penzingau à Vienne (Autriche).

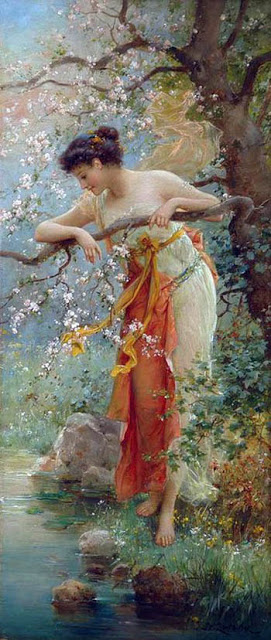
Beauté de printemps
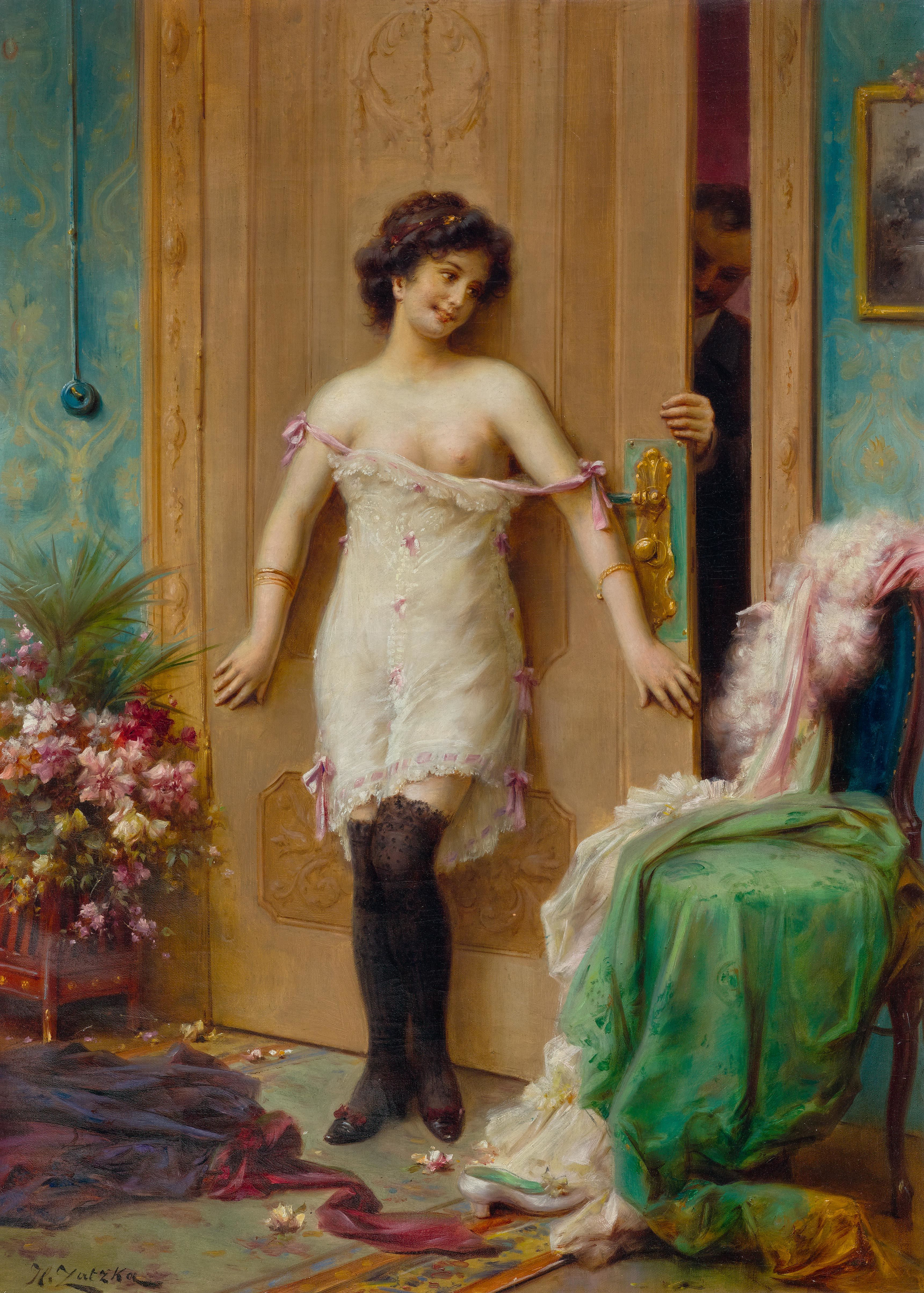
La tentation
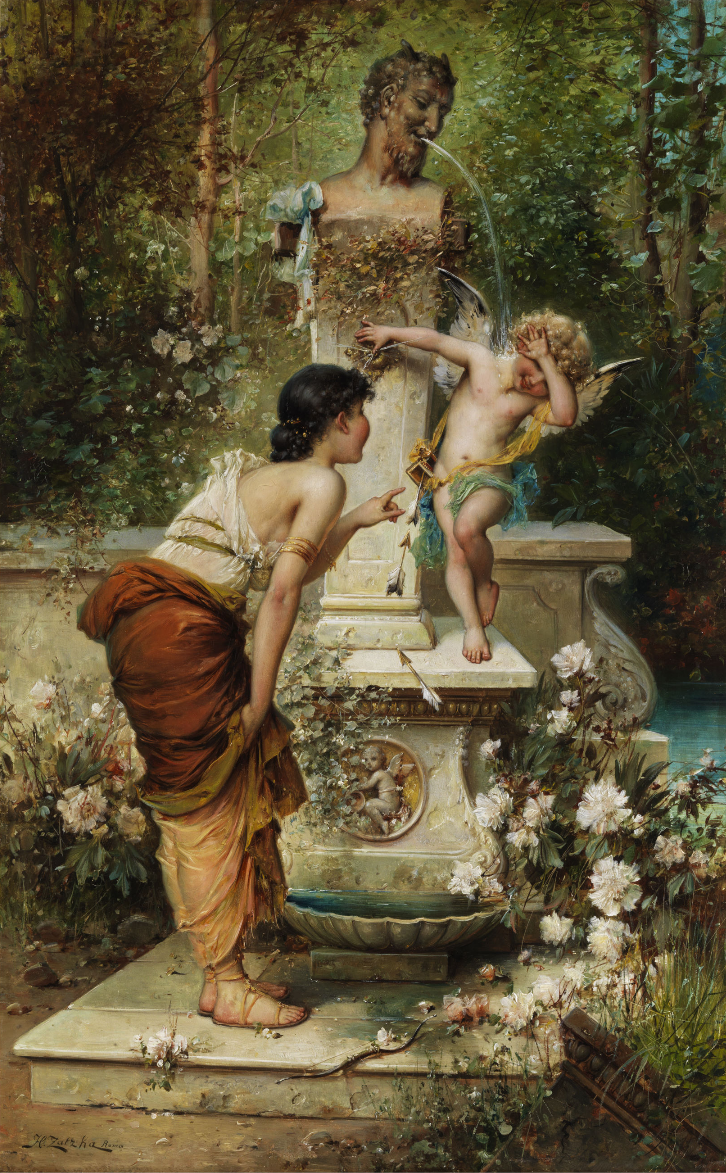
Bestrafter Übermut